# Санрайз (Флорида)
Санрайз (англ. Sunrise) — місто (англ. city) в США, в окрузі Бровард штату Флорида. Населення — 97 335 осіб (2020).
Санрайз визначається тим, що має власну спортивну команду «Флорида Пантерс» (англ. Florida Panthers) — професійну хокейну команду в Національній хокейній лізі, яка грає в БанкАтлантік-центрі.

## Географія
Map of Florida highlighting Sunrise.svg
Санрайз розташований за координатами 26°10′12″ пн. ш. 80°15′34″ зх. д. / 26.17000° пн. ш. 80.25944° зх. д. (26.170077, -80.259542).  За даними Бюро перепису населення США в 2010 році місто мало площу 47,42 км², з яких 46,87 км² — суходіл та 0,56 км² — водойми.

## Демографія
Згідно з переписом 2010 року, у місті мешкало 84 439 осіб у 32 493 домогосподарствах у складі 21 598 родин. Густота населення становила 1780 осіб/км².  Було 37609 помешкань (793/км²).
Расовий склад населення:
| - 56,4 % — білих - 31,8 % — чорних або афроамериканців - 4,1 % — азіатів - 0,3 % — корінних американців - 0,1 % — вихідців з тихоокеанських островів - 4,1 % — осіб інших рас |

До двох чи більше рас належало 3,3 %. Частка іспаномовних становила 25,6 % від усіх жителів.
За віковим діапазоном населення розподілялося таким чином: 22,4 % — особи молодші 18 років, 62,4 % — особи у віці 18—64 років, 15,2 % — особи у віці 65 років та старші. Медіана віку мешканця становила 39,1 року. На 100 осіб жіночої статі у місті припадало 87,0 чоловіків;  на 100 жінок у віці від 18 років та старших — 82,3 чоловіків також старших 18 років.
Середній дохід на одне домашнє господарство  становив 62 709 доларів США (медіана — 49 806), а середній дохід на одну сім'ю — 72 033 долари (медіана — 58 759). Медіана доходів становила 42 374 долари для чоловіків та 35 919 доларів для жінок. За межею бідності перебувало 13,1 % осіб, у тому числі 16,1 % дітей у віці до 18 років та 16,0 % осіб у віці 65 років та старших.
Цивільне працевлаштоване населення становило 44 695 осіб. Основні галузі зайнятості: освіта, охорона здоров'я та соціальна допомога — 21,4 %, роздрібна торгівля — 15,7 %, науковці, спеціалісти, менеджери — 12,6 %, мистецтво, розваги та відпочинок — 10,8 %.